# 한정국
한정국(1971년 7월 19일, 부산광역시 ~ )은 대한민국 축구 국가대표팀과 일화 천마, 전남 드래곤즈, 대전 시티즌의 미드필더였다.

## 클럽 경력
부산상업고등학교, 한양대학교를 졸업하고 1994년 일화 천마에 드래프트 1순위로 계약금 7000만원, 연봉 1500만원에 입단했다.
1994년부터 1996년까지 일화 소속으로 70경기를 뛰며 4골 4어시스트를 기록했고, 특히 1995년 포항 스틸러스와의 챔피언결정전 1차전에서는 선취골을 기록해 일화의 K리그 3연패 달성에 기여하였다. 일화는 한정국의 골에 힘입어 1차전을 비긴 뒤 스틸야드 2차전까지 무승부로 끝내고, 안양시에서 치러진 3차전에서 이상윤의 골든골로 승리해 3연패의 금자탑을 쌓았다. 그러나 1997년 상무에 입대하면서 기량 하향곡선을 그렸다.
1999년 7월 전남 드래곤즈의 김인완과 트레이드되어 전남으로 이적하였다.
2001년 다시 대전 시티즌에 입단하여 활약하다 2004년 말 은퇴를 선언했다.

## 국가대표팀 경력
1991년 한양대 선수단이 중심이 된 하계 유니버시아드 대표에 발탁되어 처음 태극마크를 달았다. 이 대회에서 대한민국은 에드빈 판 데르 사르가 버티는 네덜란드를 승부차기 끝에 꺾고 금메달을 차지했는데, 이 때의 활약을 인정받아 1992 바르셀로나 올림픽 대표팀에 발탁되었다.
이후 히로시마 아시안 게임 대표로도 발탁되었지만 우즈베키스탄과의 4강전에서 여러 차례 득점 기회를 놓치면서 0:1 패배를 당한 뒤 국가대표팀에서 제외되었고, 11경기 무득점으로 국가대표 생활을 마감해야 했다.

## 행정가 경력
2009년 9월 22일 부산 아이파크의 사무국장으로 임명되어 프로 축구선수 출신으로는 처음으로 사무국장이 되었다.